# Ted Lewis
Ted Lewis, geboren als Theodore Leopold Friedman (Circleville, 6 juni 1890 - New York, 25 augustus 1971), was een Amerikaanse jazzmuzikant (zang, klarinet), entertainer en orkestleider op het gebied van de swing en de populaire muziek.

## Biografie
Theodore Leopold Friedman, die later bekend werd onder zijn artiestennaam Ted Lewis, was succesvol met zijn mengeling uit jazz, vaudeville-comedy en sentimentele melodieën. Hij droeg de bijnaam Mr. Entertainment. Lewis behoorde tot de eerste muzikanten uit het noorden van de Verenigde Staten, die de dixieland naspeelden, die tijdens de jaren 1920 door muzikanten uit het zuiden naar New York werd gebracht. In 1917 ontstonden de eerste plaatopnamen met de Earl Fuller's Jass Band, die de sound van de Original Dixieland Jazz Band aanvoelden. Zijn klarinetspel werd beïnvloed van de in New York te gast zijnde muzikanten uit New Orleans, zoals Larry Shields, Alcide Nunez en Achille Baquet.
In 1919 formeerde Lewis zijn eigen band en kreeg hij een platencontract bij Columbia Records, die hem als antwoord op de Original Dixieland Jazz Band op de markt brachten, die onder contract stonden bij Victor Records. Een poos lang kreeg hij (net als Paul Whiteman) van Columbia Records een eigen (sub)label met zijn foto. Begin jaren 1920 werd hij door velen als een van de vooraanstaande figuren gezien van de dixieland. Lewis' klarinetspel ontwikkelde zich feitelijk nauwelijks over het muziek-technische niveau daarvan uit, hetgeen hij rond 1919 had verkregen. Later oriënteerde zijn spel zich toenemend meer op een commercieel meer afwachtende houding en contracteerde hij muzikanten als Benny Goodman, Jimmy Dorsey en Don Murray, die dan in zijn band in zijn plaats de klarinet speelden. Bovendien behoorden later bekende muzikanten als Muggsy Spanier en George Brunis bij de band. Lewis' band was bijna net zo populair als die van Paul Whiteman, maar speelde echter ten dele minder vaudeville-muziek en meer echte jazznummers met iets minder anticiperende zorg voor het imago, vergeleken met diens opnamen eind jaren 1920 (Tiger Rag, 1928). Na beëindiging van zijn contract bij Columbia Records in 1933 nam Lewis van 1934 tot in de jaren 1940 op voor Decca Records. De themasong was het door Lewis gecomponeerde nummer When My Baby Smiles at Me.
Lewis' band speelde tijdens de periode van de economische depressie in een populaire stijl, waarmee ze de smaak van het publiek precies raakten. De band verscheen ook in vroege geluidsfilms, zoals in 1929 in de Warner Bros.-revue The Show of Shows. Een uit meerdere films van dit stadium droeg de titel van Lewis' openingszin Is Everybody Happy?. In 1935 trad de band op met eigen nummers in de muziekfilm Here Comes the Band, in 1937 in Manhattan Merry-Go-Round. In 1941 werkten ze samen met The Andrews Sisters bij enkele muzieknummers in de Abbott en Costello-komedie Hold That Ghost. In 1943 draaide Columbia Pictures een korte filmbiografie over Lewis, weer met de titel Is Everybody Happy?, waarbij de acteur Michael Duane de orkestleider speelde. In de musicalfilm Follow the Boys (1944) had de artiest ook een optreden.
Lewis kon zijn band tot in de jaren 1950 houden en trad daarna tot in de jaren 1960 op bij talrijke tv-shows en in Las Vegas. Net als zijn vaudeville-wortels combineerde hij zijn presentaties met geestige en grappige bijlagen en dans. Een van de belangrijkste songs uit deze fase was Me and My Shadow, waarmee hij over een langere periode zijn optredens beëindigde. Bij deze song danste hij op het podium met zijn eigen, door de schijnwerper gecreëerde schaduw. Op 79-jarige leeftijd gaf hij zijn afscheidsvoorstelling in de Desert Inn in Las Vegas. Na zijn overlijden in 1971 stichtten Lewis' weduwe en zijn vrienden in zijn geboortestad Circleville het Ted Lewis Museum en een park.

## Overlijden
Ted Lewis overleed in augustus 1971 op 81-jarige leeftijd.
- Bibliothèque nationale de France: cb139439663 (data)
- Gemeinsame Normdatei: 1089600089
- International Standard Name Identifier: 0000 0001 1558 3577
- Library of Congress Control Number: n93016143
- Nationale Bibliotheek van Letland: 000068462
- MusicBrainz: ae1bba72-7bf8-4d14-ad8f-17f5bcad8d57
- Nationale Bibliotheek van Tsjechië: jo20241241665
- Nederlandse Thesaurus van Auteursnamen: 240012186
- Istituto Centrale per il Catalogo Unico: DDSV022838
- SNAC: w6z89vnj
- Système universitaire de documentation: 156479699
- Trove: 1089073
- Virtual International Authority File: 2661753
- WorldCat: E39PBJxH3mHhj4by36TkmTjQv3